# Onsares
Onsares es una localidad y pedanía española perteneciente al municipio de Villarrodrigo, en la provincia de Jaén. Está situada en la parte nororiental de la comarca de Sierra de Segura. A tan sólo tres kilómetros del límite con la provincia de Albacete, cerca de esta localidad se encuentran los núcleos de Torres de Albanchez y Bienservida.